# St. Louis Blues (sång)

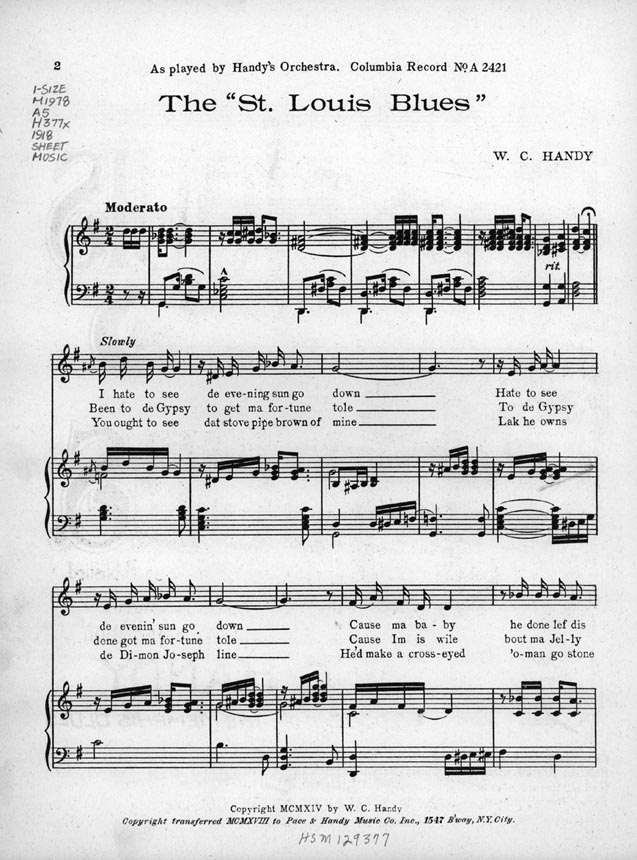
Inledningen till St. Louis Blues i notskrift.

St. Louis Blues är titeln på en av musikhistoriens troligen mest kända och inspelade bluesmelodier, vars popularitet och spridning sträcker sig långt utanför den renodlade bluesen som genre.
Melodin komponerades av W.C. Handy och publicerades första gången 1914. Enligt egen uppgift skall Handy ha inspirerats till den av en kvinna han träffade i St. Louis och som högljutt beklagade sig över sin make. En formulering hon använde var Ma man's got a heart like a rock cast in de sea, och detta blev en av de bärande stroferna i texten till Handys komposition. Själva nedskrivandet av melodin ägde dock inte rum i St. Louis utan på en bar vid Beale Street i Memphis, vilken vid tiden fungerade som en viktig samlingspunkt för stadens svarta musiker.
Musikaliskt bygger St. Louis Blues på en ovanlig kombination av den klassiska 12-takters bluesen och på latinamerikanska habanerarytmer.
Trots de stora framgångar melodin med tiden skulle skörda hade den en trög start. Inget musikförlag var intresserat av att ge ut den varför Handy fick göra detta på eget förlag. Därefter hände i princip ingenting förrän Handy och hans kollega Harry Pace 1916 flyttade sin verksamhet till New York. Här plockades melodin bland annat upp av den unga svarta sångerskan Ethel Waters som var en av de första att framföra den offentligt.
Den allra första utgivna skivinspelningen av St. Louis Blues gjordes troligen i december 1915 av skivbolaget Columbias studioorkester under ledning av Charles A. Prince. Detta var dock en instrumental version och den första insjungningen av texten i USA gjordes troligen av den vite sångaren Al Bernard för det lilla skivbolaget Aeolian Vocalion i juli 1918. Redan innan dess hade dock faktiskt en svart amerikansk grupp kallad Ciro's Club Coon Orchestra gjort en inspelning med sång i London för engelska Columbia redan september 1917.
Betydligt större spridning fick melodin dock genom den populära sångerskan Marion Harris insjungning för amerikanska Columbia i april 1920. Handys egen orkester som annars spelat in flera av ledarens egna kompositioner på skiva allt sedan 1917 väntade lustigt nog ända till 1922 innan man gjorde en version för Paramount.
Sången St. Louis Blues har också fått ge namn åt ett flertal kort- och spelfilmer, bland annat en klassisk kortfilm med Bessie Smith 1929 och en långfilm om Handys liv med Nat King Cole 1958. Se vidare St. Louis Blues (filmer).

## Kända inspelningar
Brian Rusts diskografi Jazz Records 1897-1942 (5:e upplagan, 1982) förtecknar 135 olika amerikanska och brittiska jazzinspelningar av St. Louis Blues gjorda fram till 1942. Härtill kommer vokalversioner, versioner av militär- och symfoniorkestrar, inspelningar från övriga Europa samt förstås alla versioner som spelats in efter 1942. Ett urval av kända eller på annat sätt särskilt intressanta inspelningarna (från såväl USA som Europa) följer nedan:
- 1915: Prince's Orchestra (Columbia A5772)
- 1917: Ciro's Club Coon Orchestra (Columbia 699)
- 1919: James Reese Europe (Pathé 22082)
- 1920: Marion Harris (Columbia A 2944)
- 1921: Original Dixieland Jazz Band (Victor 18772)
- 1922: W.C. Handy (Paramount 20098)
- 1925: Bessie Smith (ackompanjerad av bland andra Louis Armstrong) (Columbia 14064-D)
- 1926: Paul Whiteman (Victor 20092)
- 1927: Fletcher Henderson (Harmony 451-H), Novelty Blue Boys (en studiogrupp hos Grey Gull med bland andra Andy Sannella (Grey Gull 1464 med flera utgåvor)
- 1929: Louis Armstrong (Okeh 41350; Armstrong gjorde genom åren flera ytterligare versioner)
- 1930: Rudy Vallée (Victor 22321), Cab Calloway (Brunswick 4936)
- 1932: Bing Crosby ackompanjerad av Duke Ellingtons orkester (Brunswick 20105), Ethel Waters (Brunswick 6521), Jack Hylton (Decca F 3239)
- 1935: Boswell Sisters (Brunswick 7467)
- 1936: Arne Hülphers (Odeon D 2912; första svenska inspelningen)
- 1937: Benny Goodman (Columbia ML-4590), Django Reinhardt (Swing 7), Folke Eriksberg (Sonora 3231)
- 1940: Earl Hines (som Boogie Woogie On The St. Louis Blues; Bluebird B-10674), Valaida Snow (Tono 21166; inspelad av en svart amerikansk artist i Danmark under den tyska ockupationen!)